# 普兰普尔
普兰普尔（Puranpur），是印度北方邦Pilibhit县的一个城镇。总人口37193（2001年）。

## 人口
该地2001年总人口37193人，其中男性19484人，女性17709人；0—6岁人口5614人，其中男2893人，女2721人；识字率53.87%，其中男性为61.32%，女性为45.68%。